# Sanquhar (circonscription du Parlement d'Écosse)
Sanquhar dans le Dumfriesshire était un Burgh royal qui a élu un Commissaire au Parlement d'Écosse et à la Convention des États.
Après les Actes d'Union de 1707, Sanquhar, Annan, Dumfries, Kirkcudbright et Lochmaben ont formé le district de Dumfries, envoyant un membre à la Chambre des communes de Grande-Bretagne.

## Liste des commissaires de burgh
- 1661-62, 1665 convention, 1667 convention, 1669–72, 1678 convention), 1681–82: Robert Carmichael de Corp, provost
- 1685-86: John Carmichell, provost [1]
- 1689 (convention), 1689–1690: John Boswall (mort vers 1690)[2]
- 1693-1702: Sir Alexander Bruce de Broomhall (expulsion 1702)[2]
- 1702, 1702-07: William Alves, commissaire de Dumfries [3]